# 10 Fold B-Low
10 Fold B-Low war eine deutsche Metalband aus dem Großraum Köln.
Die Band wurde dem Hardcore Punk, Nu Metal und Death Metal zugerechnet.
Der Bandname bedeutet sinngemäß „zehnfach drunter“, was unter anderem darauf zurückzuführen ist, dass die Band siebensaitige Gitarren zum Einsatz brachte, die sie sehr viel tiefer klingen ließen als auf E gestimmte Musikgruppen.

## Geschichte
Gegründet wurde die Band im Jahre 2001. Nur wenige Monate später nahm man die erste Demo-CD auf und begann, in kleinen Clubs im Kölner Raum zu spielen. 2003 folgte ein Line-up-Wechsel an Bass und Schlagzeug. Nur wenige Monate später wurde die spanische Plattenfirma Locomotiverecords auf die Band aufmerksam und nahm die Band unter Vertrag. Im Frühjahr 2004 veröffentlichte die Band europaweit ihr erstes, mit Low Tuned Output betiteltes Album, im Sommer folgte die Veröffentlichung in den USA unter dem Vertrieb der Firma Al!ve. Die Band spielte bis dahin mit Bands wie Ektomorf, Hatesphere, Maroon und Cataract zahlreiche Konzerte in Deutschland, den Niederlanden und Belgien. Im Frühjahr 2005 begab man sich erneut ins Studio, um den Nachfolger des Debütalbums einzuspielen, der im Sommer 2005 weltweit veröffentlicht wurde.
10 Fold B-Low wurde u. a. von Firmen wie Eastpak, Fame Guitars und Paiste exklusiv gesponsert.
Im Mai 2005 spielte 10 Fold B-Low als Supportact bei der Europatour (u. a. in der Schweiz, Tschechien, Österreich, Belgien) der Band Overkill. Das Highlight ihrer musikalischen Karriere stellte jedoch der Auftritt vor mehreren tausend Zuschauern auf dem Rock Republic Festival in der Türkei im Sommer 2005 dar, den sie mit Szenegrößen wie Slayer, In Flames und Sick of It All bestritten haben. 
Schlagzeuger Panicz trennte sich nach musikalischen und zwischenmenschlichen Differenzen im September 2005 von der Band, die nur wenige Monate später von den restlichen Bandmitgliedern endgültig aufgelöst wurde.
Zwischenzeitlich gründeten die beiden Gitarristen Roth und Meurer die Screamoband Angels and Enemies, Sänger Fischer war bei der Nu-Metal-Band Trick or Treat und Schlagzeuger Panicz trat der Metalcoreband Matter of Habit bei.

## Diskografie

### Alben
- 2004: Low Tuned Output (Locomotiverecords/Al!ve)
- 2005: For Those Who Share the Sun (Locomotiverecords/Al!ve)

### Samplerbeiträge
- 2004: Make Noise – the Revolution Sleeps (Soundtrack des Fuck Christmas-Festivals)
- 2004: Legacy-Magazin #31
- 2005: Metal Hammer Magazin – Off Road Tracks Vol. 93